# تاغاراديس (ثيسالونيكي)
تاغاراديس (Ταγαράδες) هي بلدة في بلدية ثيرمي في مقاطعة سالونيك وهي ضاحية من ضواحي مدينة سالونيك. 

## الجغرافيا
تقع تاغاراديس على بعد 21 كم جنوب شرق سالونيك، في وادي أنتيموندوس شمال غرب جبل كالافروس على ارتفاع 80 مترًا. وفقًا لبرنامج كاليكراتيس، فهي تشكل كومونة تاغاراديس التابعة لبلدية ثيرمي ويبلغ عدد سكانها 2,088 نسمة وفقًا لإحصاء عام 2011.

## التاريخ
في الفترة البيزنطية، كانت المدينة جزءًا من دير لافرا الكبير في جبل آثوس وتسمى سارانداريا. خلال الفتح العثماني، توافد العمال الزراعيون المسلمون على المدينة. كانت قرية مختلطة من المسيحيين والمسلمين، عُرفت منذ ذلك الحين باسم سيكرلي أو سيكرجي ناكوش، أو فيما بعد ساكرجي، وتحرف الاسم إلى تاغارتزيدس. في تعداد هالكيديكي في عام 1321، ورد أن 122 ساكنًا يعيشون في سارانداريا وكانت هناك 40 أسرة. في عام 1568 ، تم ذكر 16 أسرة في تاغارتزيدس (كما كانت تسمى آنذاك)، بينما في عام 1862 تم تضمينها في القرى المختلطة في مقاطعة خالكيذيكي (التي كانت تسمى آنذاك "كالاماريا").
في عام 1923، استقر اللاجئون من آسيا الصغرى وتراقيا الشرقية إلى المستوطنة. على وجه الخصوص، فر اللاجئون من سكولاري في تراقيا الشرقية ومن مزرعة أجيوس جورجيوس سميرنا إلى المنطقة. بعد ذلك بقليل تغير اسمها إلى تاغاراديس.
تم ذكرها رسميًا بعد تحرير سالونيك في عام 1918 باسم تاغارتزيدس في الجريدة الرسمية عام 152Α، ليتم إلحاقها بكومونة فاسيليكي آنذاك. في عام 1927 مع الجريدة الرسمية 179Α تم تغيير اسمها إلى تاغاراديس، وفي عام 1950 مع الجريدة الرسمية 155Α تم فصلها عن مجتمع أجيا باراسكيفي وتم تعيينها كمقر لكومونة تم إنشاؤها حديثًا بنفس الاسم.

## اليوم
تاغاراديس اليوم هي من ضواحي مدينة سالونيك مع تطوير سكني كبير وطرق طويلة ووديان عميقة حيث تتميز بمناخ معتدل وبارد. في تاجاراديس، ينشط مركز ثقافي وينظم مهرجان الربيع كل عام، وكذلك نادي تاجاراديس الرياضي الذي تأسس عام 1961.